# 包克蒂特什
包克蒂特什（匈牙利語：Baktüttös）是匈牙利佐洛州所辖的一个村，总面积9.71平方公里，总人口335，人口密度34.5人/平方公里（2010年1月1日）。